# James Allen (pilota automobilistico)
James Allen (Perth, 4 luglio 1996) è un pilota automobilistico australiano, nel 2022 vincitore della 24 Ore di Le Mans nella classe LMP2 Pro/Am, mentre nel 2023, ha vinto la 24 Ore di Daytona (classe LMP2) e l'European Le Mans Series.

## Carriera
James Allen esordisce in monoposto nel 2013 prendendo parte alla Formula BMW Talent Cup. Nel 2016, nella Formula Renault 2.0 NEC ottiene la sua prima vittoria in monoposto sul circuito del Hockenheimring davanti a Max Defourny e Lando Norris.
Nel 2017 lascia le corse in monoposto e passa alle corse endurance gareggiando nella European Le Mans Series con il team Graff Racing. Allen ottiene due vittorie, la prima nella 4 ore di Spa e la seconda nella 4 ore di Portimão; grazie a questi due risultati chiude al terzo in classifica finale. Lo stesso anno prende parte alla sua prima 24 Ore di Le Mans e ottiene il sesto posto nella classe LMP2.
L'anno seguente Allen continua nella serie europea passando al team russo G-Drive Racing con cui scende in pista anche a Le Mans. In seguito si unisce al team DragonSpeed e prende parte a due round del Mondiale Endurance gareggiando nella classe LMP1. Nel 2019 firma per tutta la stagione con DragonSpeed, insieme al team americano ottiene il terzo posto di classe nella 24 Ore di Daytona e due vittorie nella European Le Mans Series.

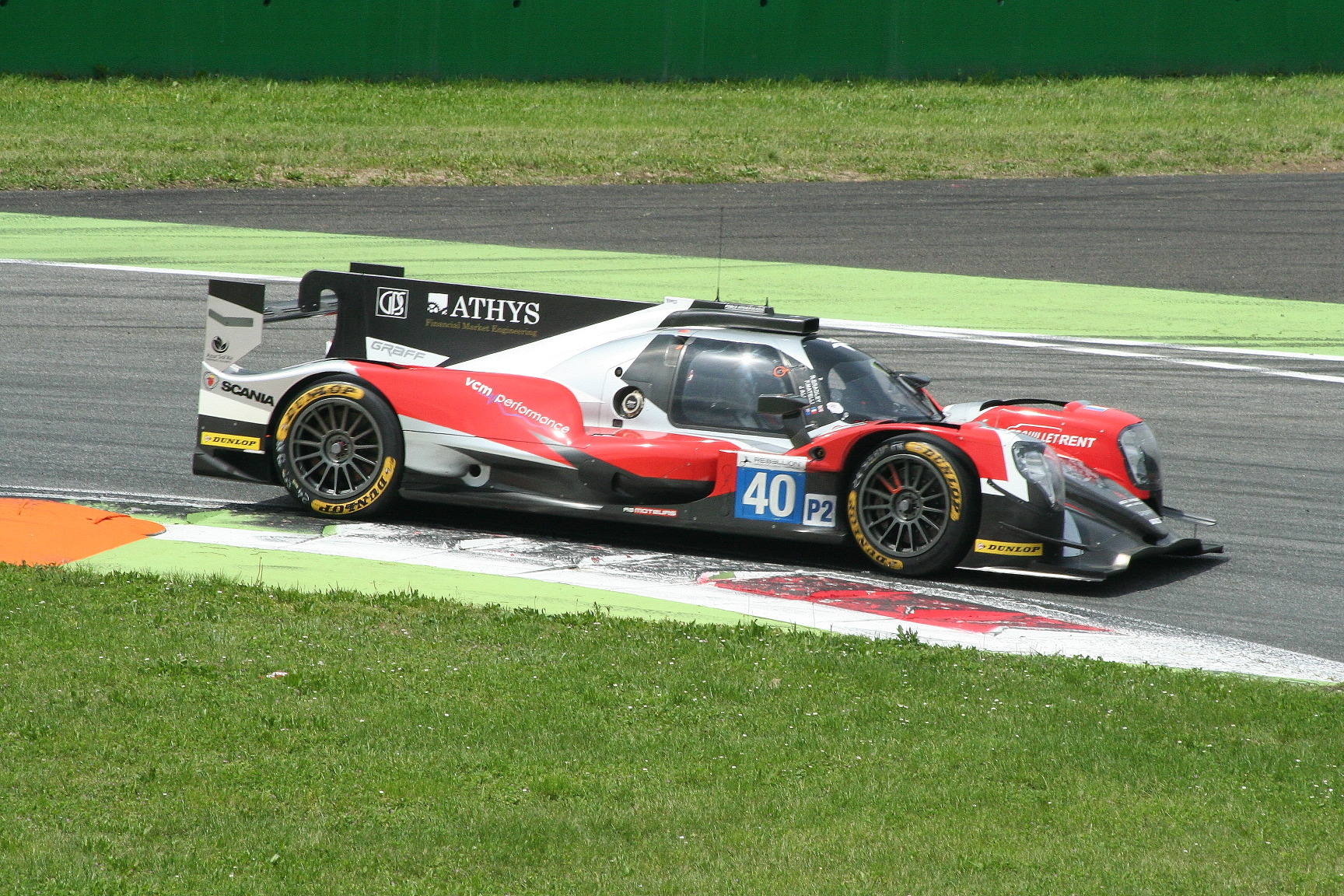
James Allen durante la 4 Ore di Monza del 2017

Nel 2020 ritorna con Graff Racing, team che l'ha lanciato tre anni prima nel endurance, Allen prende parte alla sua terza 24 Ore di Le Mans e al intera European Le Mans Series ottenendo due podi. L'anno seguente cambia ancora team, corre per la Panis Racing insieme a Julien Canal e Will Stevens, ottenendo la sua quarta vittoria nel ELMS.
Nel 2022 prende parte alla 24 Ore di Daytona (sempre nella classe LMP2) con G-Drive Racing, ma nel resto dell'anno il team, causa le sanzioni dopo l'invasione della Ucraina da parte della Russia, si ritira e viene sostituito da Algarve Pro Racing partecipando a due programmi: il primo nel Mondiale Endurance dove nella classe LMP2 Pro/Am ottiene due vittorie, tra cui la 24 Ore di Le Mans, chiude poi secondo in classifica; l'altro programma è nella European Le Mans Series dove ottiene tre podi.
Nel 2023 Allen passa alla Proton Competition. Con il team tedesco e i co piloti, Gianmaria Bruni, Fred Poordad e Francesco Pizzi ottiene la vittoria nella classe LMP2 della 24 Ore di Daytona per soli 16 millesimi sul team CrowdStrike. Nel resto dell'anno si unisce al team Algarve Pro Racing per partecipare alla Asian Le Mans Series e European Le Mans Series.
Per la stagione 2024, Allen passa al team francese, Duqueine Team, partecipando alla sua seconda stagione della European Le Mans Series. Inoltre si lega al team DragonSpeed USA per prendere parte ai round della Michelin Endurance Cup nella serie IMSA WeatherTech SportsCar. L'anno seguente rimane nella serie europea correndo pe il team Nielsen Racing.

## Risultati

### Riassunto della carriera
| Stagione | Serie                                | Team                     | Gare | Vittorie | Pole | GPV | Podi | Punti | Pos. |
| -------- | ------------------------------------ | ------------------------ | ---- | -------- | ---- | --- | ---- | ----- | ---- |
| 2013     | Formula BMW Talent Cup               | N/A                      | 3    | 0        | 1    | ?   | ?    | 31    | 5º   |
| 2014     | Formula Renault 2.0 Alps Series      | ARTA Engineering         | 14   | 0        | 0    | 0   | 0    | 2     | 23º  |
| 2014     | Formula Renault 2.0 Eurocup          | ARTA Engineering         | 12   | 0        | 0    | 0   | 0    | 0     | NC   |
| 2015     | Formula Renault 2.0 Alps Series      | ARTA Engineering         | 16   | 0        | 0    | 0   | 0    | 48    | 11º  |
| 2015     | Formula Renault 2.0 Eurocup          | ARTA Engineering         | 17   | 0        | 0    | 0   | 0    | 10    | 17º  |
| 2016     | Formula Renault 2.0 NEC              | JD Motorsport            | 15   | 1        | 0    | 0   | 3    | 177   | 7º   |
| 2016     | Formula Renault 2.0 Eurocup          | JD Motorsport            | 15   | 0        | 0    | 0   | 0    | 11    | 17º  |
| 2017     | 24 Ore di Le Mans - LMP2             | Graff Racing             | 1    | 0        | 0    | 0   | 0    | N/A   | 6º   |
| 2017     | European Le Mans Series - LMP2       | Graff Racing             | 6    | 2        | 0    | 0   | 2    | 86    | 3º   |
| 2018     | European Le Mans Series - LMP2       | G-Drive Racing           | 6    | 0        | 0    | 0   | 0    | 15.25 | 15º  |
| 2018     | 24 Ore di Le Mans - LMP2             | G-Drive Racing           | 1    | 0        | 0    | 0   | 0    | N/A   | 6º   |
| 2018-19  | Mondiale Endurance                   | DragonSpeed              | 2    | 0        | 0    | 0   | 0    | 0     | NC   |
| 2019     | European Le Mans Series - LMP2       | DragonSpeed              | 6    | 2        | 1    | 1   | 2    | 48    | 7º   |
| 2019     | 24 Ore di Daytona - LMP2             | DragonSpeed              | 1    | 0        | 0    | 0   | 1    | -     | 3º   |
| 2019     | TCR Australia Touring Car Series     | Ashley Seward Motorsport | 3    | 0        | 0    | 0   | 0    | 24    | 32º  |
| 2020     | European Le Mans Series - LMP2       | Graff Racing             | 5    | 0        | 0    | 0   | 2    | 43    | 6º   |
| 2020     | 24 Ore di Le Mans - LMP2             | SO24-Has by Graff        | 1    | 0        | 0    | 0   | 0    | N/A   | 8º   |
| 2021     | European Le Mans Series - LMP2       | Panis Racing             | 5    | 1        | 0    | 0   | 1    | 56.5  | 6º   |
| 2021     | 24 Ore di Le Mans - LMP2             | Panis Racing             | 1    | 0        | 0    | 0   | 0    | N/A   | 8º   |
| 2021     | Le Mans Cup - LMP3                   | Mühlner Motorsport       | 1    | 0        | 0    | 0   | 0    | 0.5   | 44º  |
| 2022     | 24 Ore di Daytona - LMP2             | G-Drive Racing by APR    | 1    | 0        | 0    | 0   | 0    | 0     | NC†  |
| 2022     | Mondiale Endurance - LMP2 Pro/Am     | Algarve Pro Racing       | 6    | 2        | 0    | 0   | 6    | 154   | 2º   |
| 2022     | 24 Ore di Le Mans - LMP2 Pro/Am      | Algarve Pro Racing       | 1    | 0        | 0    | 0   | 1    | -     | 1º   |
| 2022     | European Le Mans Series - LMP2Pro/Am | Algarve Pro Racing       | 6    | 0        | 0    | 0   | 3    | 59    | 6º   |
| 2023     | 24 Ore di Daytona - LMP2             | Proton Competition       | 1    | 0        | 0    | 0   | 0    | -     | 1º   |
| 2023     | Asian Le Mans Series -LMP2           | Algarve Pro Racing       | 4    | 1        | 0    | 0   | 1    | 51    | 3º   |

† Non idoneo a prendere punti.
* Stagione in corso.

### Mondiali Endurance
| Anno    | Squadra            | Classe      | Vettura            | SPA | LMS | SIL | FUJ | SHA | SEB | SPA | LMS | Punti | Pos. |
| ------- | ------------------ | ----------- | ------------------ | --- | --- | --- | --- | --- | --- | --- | --- | ----- | ---- |
| 2018-19 | DragonSpeed        | LMP1        | BR Engineering BR1 |     |     |     | Rit | 6   |     |     |     | 8     | 29º  |
| Anno    | Squadra            | Classe      | Vettura            | SEB | SPA | LMS | MON | FUJ | BHR |     |     | Punti | Pos. |
| 2022    | Algarve Pro Racing | LMP2 Pro/Am | Oreca 07-Gibson    | 3   | 2   | 1   | 1   | 3   | 3   |     |     | 154   | 2º   |
| Legenda |                    |             |                    |     |     |     |     |     |     |     |     |       |      |

### Asian Le Mans Series
| Anno    | Squadra            | Classe | Vettura  | DUB | DUB | ABU | ABU | Punti | Pos. |
| ------- | ------------------ | ------ | -------- | --- | --- | --- | --- | ----- | ---- |
| 2023    | Algarve Pro Racing | LMP2   | Oreca 07 | 1   | 4   | 9   | 4   | 51    | 3º   |
| Legenda |                    |        |          |     |     |     |     |       |      |

### Risultati nel ELMS
| Anno    | Squadra            | Classe | Vettura  | BAR | LEC | ARA | SPA | POR | ALG | Punti | Pos. |
| ------- | ------------------ | ------ | -------- | --- | --- | --- | --- | --- | --- | ----- | ---- |
| 2023    | Algarve Pro Racing | LMP2   | Oreca 07 | 5   | 1   | 3   | 1   | 2   | 2   | 113   | 1°   |
| Anno    | Squadra            | Classe | Vettura  | BAR | LEC | IMO | SPA | MUG | ALG | Punti | Pos. |
| 2024    | Duqueine Team      | LMP2   | Oreca 07 | 11  | 6   | 9   | 12  | 8   | 6   | 20    | 17°  |
| Legenda |                    |        |          |     |     |     |     |     |     |       |      |

*Stagione in corso.

### Risultati 24 Ore di Le Mans
| Anno | Team               | Co-piloti                          | Vettura  | Classe      | Giri | Pos. | Class pos. |
| ---- | ------------------ | ---------------------------------- | -------- | ----------- | ---- | ---- | ---------- |
| 2017 | Graff Racing       | Richard Bradley Franck Matelli     | Oreca 07 | LMP2        | 361  | 6º   | 5º         |
| 2018 | G-Drive Racing     | José Gutiérrez Enzo Guibbert       | Oreca 07 | LMP2        | 197  | DNF  | DNF        |
| 2020 | SO24-Has by Graff  | Vincent Capillaire Charles Milesi  | Oreca 07 | LMP2        | 357  | DNF  | DNF        |
| 2021 | Panis Racing       | Julien Canal Will Stevens          | Oreca 07 | LMP2        | 362  | 8º   | 3º         |
| 2022 | Algarve Pro Racing | René Binder Steven Thomas          | Oreca 07 | LMP2 Pro/Am | 363  | 19º  | 1º         |
| 2023 | Algarve Pro Racing | Colin Braun George Kurtz           | Oreca 07 | LMP2        | 321  | 20º  | 10º        |
| 2024 | Duqueine Team      | Jean-Baptiste Simmenauer John Falb | Oreca 07 | LMP2 Pro-Am | 112  | Rit  | Rit        |

### Risultati 24 ore di Daytona
| Anno | Team                   | Co-piloti                                    | Auto     | Classe | Giri | Pos. | Class pos. |
| ---- | ---------------------- | -------------------------------------------- | -------- | ------ | ---- | ---- | ---------- |
| 2019 | DragonSpeed            | Henrik Hedman Nicolas Lapierre Ben Hanley    | Oreca 07 | LMP2   | 567  | 15º  | 3º         |
| 2022 | G-Drive Racing con APR | Tijmen van der Helm John Falb Luca Ghiotto   | Aurus 01 | LMP2   | 556  | Rit  | Rit        |
| 2023 | Proton Competition     | Gianmaria Bruni Fred Poordad Francesco Pizzi | Oreca 07 | LMP2   | 761  | 7    | 1º         |

## Palmarès
- 1  24 Ore di Le Mans (LMP2 Pro/Am) : Oreca (2022)
- 1  24 Ore di Daytona (LMP2) : Oreca (2023)